# Stolne
Stolne (ukr. Стольне) – wieś na Ukrainie, w obwodzie czernihowskim, w rejonie koriukowskim, w hromadzie Mena. W 2001 liczyła 1953 mieszkańców, spośród których 1922 wskazało jako ojczysty język ukraiński, 27 rosyjski, 1 bułgarski, 1 białoruski, 1 gagauski, a 1 inny.